# Louise Glaum
Louise Glaum (ur. 4 września 1888 lub w 1900 w Baltimore, zm. 25 listopada 1970 w Los Angeles) – amerykańska aktorka filmowa, znana jako "Kobieta Pająk" lub "Kobieta Tygrys".
Zadebiutowała w 1912 roku w studiu filmowym Nestor Studio. W latach 1915–1917 występowała w westernach reżyserowanych przez Thomasa Ince’a. W późniejszych latach specjalizowała się w rolach wampów. Ten typ postaci stracił popularność po I Wojnie Światowej, tak więc popularność Glaum przygasła. Po zakończeniu kariery aktorskiej, zajmowała się zawodowo nauczaniem, w latach 30. XX wieku prowadziła własny teatr, w którym również występowała.
Zmarła 25 listopada 1970 roku na zapalenie płuc.

## Filmografia
- 1912: A Stubborn Cupid jako Bess
- 1914: Universal Ike Gets a Goat
- 1916: Bramy piekła jako Dolly
- 1917: The Weaker Sex jako Annette Loti
- 1919: The Lone Wolf’s Daughter jako księżniczka Sonia oraz jej córka Sonia
- 1921: Jestem winna jako Connie MacNair
- 1925: Pół na pół jako Nina Olmstead

## Wyróżnienia
Ma swoją gwiazdę na Hollywoodzkiej Alei Gwiazd.